# John Hendrickson
John Henry Hendrickson (født 20. oktober 1872 i Long Island, New York City, død 24. februar 1925 i Queens, New York City) var en amerikansk skytte, som deltog i OL 1912 i Stockholm.

## Idrætskarriere
Hendrickson var en af USA's bedste lerdueskytter i årene efter århundredskiftet og blev amerikansk mester én gang. I 1910 var han præsident for New York State Sportsmen's Association. Ved OL  i Stockholm deltog han på det amerikanske hold i lerdueskydning sammen med Jim Graham, Ralph Spotts, Charles Billings, Frank Hall og Edward Gleason. Amerikanerne var bedst i alle tre runder og vandt derfor guld sikkert med i alt 532 point (deraf 89 af Hendrickson), mens Storbritannien var næstbedst med 511 point, lige foran Tyskland med 510 point. Han deltog endvidere i den individuelle konkurrence, hvor han blot blev nummer 44.

## Øvrige karriere
Af erhverv var Hendrickson retsstenograf.